# Филипович, Степан
Сте́пан Фили́пович (сербохорв. Stjepan «Stevo» Filipović / Стјепан «Стева» Филиповић, 27 января 1916, Опузен, Хорватия — 22 мая 1942, Валево, Сербия) — коммунист, югославский партизан, народный герой Югославии.

## Молодость
Родился в г. Опузен в Хорватии, входившей тогда в состав Австро-Венгрии. Там же окончил школу. Затем семья переехала в г. Мостар (Босния и Герцеговина), где он окончил 2 курса гимназии. После этого — учился в Сирмии и Крагуеваце (Сербия).
По профессии слесарь. С 1937 г. активно участвует в демонстрациях и забастовках, за что, в 1939 г., осуждён на год тюрьмы. В 1940 г. вступает в КПЮ. С этого момента Степан Филипович работает в партийной организации г. Крагуевац, а после оккупации Югославии немецкими войсками (в апреле 1941 г.), по решению партии, переезжает в г. Валево. Там он помогает в организации нелегальной радиостанции, подготовке и формировании первых партизанских отрядов.

## Партизанская война
За личную храбрость и отвагу в боях получает звание командира отряда: 15 августа 1941 г., при нападении на г. Лайковац, Степан Филипович с пистолетом и гранатами в руках обращает в бегство отряд немецких автоматчиков — в этом бою уничтожено и ранено около 40 немецких солдат. Получает поздравления от командующего партизанской борьбой Тито. За нападение на г. Крупань — повторно.
В конце сентября 1941 г. недолгое время является комиссаром отряда, а с прибытием подкрепления — назначается командиром батальона.

## Гибель
24 февраля 1942 г. отряд Степана Филиповича попадает в засаду четников-коллаборационистов. Сам Филипович получает ранения и попадает в плен. Четники-коллаборационисты передают его германцам в г. Шабац, оттуда его перевозят в Валево и два месяца непрерывно пытают. Суд приговорил Степана к смертной казни, которую решили провести 22 мая.
На казнь были согнаны жители всей округи, и именно к ним, в свой последний час, Степан Филипович обращается со словами в поддержку Народно-освободительной армии Югославии, провозглашая грядущую победу Красной армии и её союзников, рассказывает о варварстве и жестокости иностранных захватчиков и коллаборационистов, о скорой и справедливой каре для них. Фотограф сумел заснять момент, во время которого Филипович произнёс слова, ставшие лозунгом Народно-освободительной армии Югославии: «Смерть фашизму, свобода народу!».
Не выдержав такой «коммунистической пропаганды», палачу приказывают не ждать назначенного времени, а казнить Степана Филиповича немедленно. Казнь состоялась на 15 минут ранее назначенного срока.

## После смерти
- 16 февраля 1949 года Степану Филиповичу была присвоена высшая Югославская награда «Народный герой Югославии».
- 28 октября 1960 года в городе Валево установлен памятник.
- В ВМС СФРЮ его имя носил ракетный катер типа «Оса» — RČ-304 «Степан Филипович».
- В 1980-е памятник также был поставлен в родном городе Степана Филиповича — Опузене, но в 1991 г. он был сломан и с тех пор не отремонтирован.
- Современные югославские левые, за храбрость, честность, бесстрашие и интернационализм, уважительно называют Степана Филиповича «наш Че Гевара».